# شهرستان چگنی
شهرستان چگنی یکی از شهرستان‌های استان لرستان می‌باشد.

## تاریخچه
این شهرستان در اواخر سال ۱۳۸۶ با جدا شدن دو بخش چگنی و ویسیان از شهرستان خرم‌آباد، تأسیس شد. مرکز این شهرستان، شهر سراب‌دوره می‌باشد. شهر دیگر این شهرستان، شهر ویسیان است که مرکز بخش ویسیان می‌باشد. پس از تأسیس این شهرستان، بخش شاهیوند نیز در تابعیت آن ایجاد گردید. نام شهرستان در تاریخ ۲۶ اسفند ۱۳۹۷ با تصویب‌نامه هیئت وزیران از شهرستان دوره به شهرستان چگنی تغییر نام پیدا کرده است.

## زبان
مردم این شهرستان به زبان‌های فارسی و لری تکلم میکنند. گویش لری چگنی یکی از گویش‌های زبان لری شمالی می‌باشد.

## جمعیت
بر پایه سرشماری عمومی نفوس و مسکن در سال ۱۳۹۵ جمعیت این شهرستان ۴۱٬۷۵۶ نفر (۱۱٬۹۴۸ خانوار) بوده است.

## گردشگری
شهرستان چگنی با وجود قرارگیری در میان رشته کوه زاگرس و موقعیت مناسب آب و هوایی، بارش نسبتاً خوب در طول سال و وجود چشمه‌ها، سراب‌ها و رودهای خروشان از هزاره‌های پیشین محل سکونت بشر بوده و آثار باستانی و تاریخی فاخری در دل خود جای داده است، علاوه بر آثار تاریخی، وجود مناظر طبیعی زیبا و منحصر به فرد، چگنی را به بهشتی کم‌نظیر تبدیل کرده است، مهم‌ترین جاذبه‌های تاریخی این شهرستان شامل:
پل کشکان
غار دوشه
گنبد امامزاده حیات‌الغیب و شهاب‌الدین الیاس لنبکی
بقعه امامزاده پیرشمس الدین
بقایای قلعه رکی تشکن
تپه سر قلعه ناوه کش
تپه چغادرویشان دوره
آرامگاه القاص بهرامی
محوطه قلاع بردی روستای گلابان
آثار مشهور به تخت منیژه و چاه بیژن در منطقه سماق مربوط به دوران اشکانیان
مقبره بابا دانیال
آثار قلعه چهارچرب تنگ تیر مربوط به دوران اشکانیان

### جاذبه‌های طبیعی
سراب ناوه کش
سراب رفتخان
سراب کلهو
سراب کره زهراکار
دریاچه میشاخور دوره
دریاچه دوگر ویسیان
تفرجگاه جنگلی مله شبانان
پارک جنگلی شوراب ویسیان
آبشار دال آو شاهیوند
دره سماق
تنگ باباخانی تشکن
تنگ کلهو
آبشار سربیشه
پارک جنگلی بهار کالیاب
منطقه حفاظت شده سفیدکوه
تنگ تیر ویسیان
کوه چال احمد
تنگ هرور
دره ذهاب
آبشار کالیاب